# Anaptyksa
Anaptyksa (od gr. ἀνάπτυξις anáptyxis „rozwinięcie”) – zjawisko fonetyczne polegające na etymologicznie nieuzasadnionym wstawieniu głoski (zwanej anaptyktyczną) pomiędzy dwie lub kilka spółgłosek.
Proces ten służy zwykle ułatwieniu wymowy grupy spółgłoskowej, np. z prasłow. ognĭ powinno było powstać pol. *ogń, ale wskutek zadziałania anaptyksy powstało ogień.
Może się jednak zdarzyć, że głoską anaptyktyczną jest spółgłoska, której zadaniem jest wówczas uczynienie istniejącej już grupy spółgłoskowej korzystniejszą audytywnie, tj. lepiej słyszalną (zwrócić trzeba uwagę, że wyższa korzystność artykulacyjna i audytywna jest - choć z różnych względów - cechą wspólną anaptyksy samogłoskowej i spółgłoskowej). Tak się dzieje nieraz z rozwinięciem grup typu -mr- i -br-, -pr- do -mbr, -mpr-, np. z niem. Zimmer 'pokój' powstało w dawniejszej polszczyźnie cymbra (nie *cymra) 'sala w koszarach'; podobnie wyraz ambrozja otrzymał jeszcze w grece anaptyktyczne -b-, gdyż powinien brzmieć *a-mr-ozja, jako że oznaczał 'napój nie-śmiert-elnych' (gdzie gr. a- oznacza pozbawianie jakiejś cechy, natomiast gr. mr- = pol. mrz-eć).
Dla uniknięcia pomyłek zaleca się przypadki wstawiania spółgłosek włączać jednak do tzw. epentezy, ograniczając użycie terminu anaptyksa do wstawiania samogłosek.
Zjawisko anaptyksy można łatwo zaobserwować na przykładzie zapożyczeń z języków o bardziej skomplikowanej do języków o prostszej fonotaktyce. I tak np. język węgierski i turecki nie dopuszczają więcej niż jednej spółgłoski na początku wyrazu, toteż słow. glista 'robak' dało w węg.: giliszta, a fr. club 'klub' dało w tur.: kulüb. Tak też powstała nazwa monety tureckiej kuruş z niem. Grosch(en) (a to dalej z cz. groš, a to z łac. grossus 'gruby, duży').